# 阿尔达特街

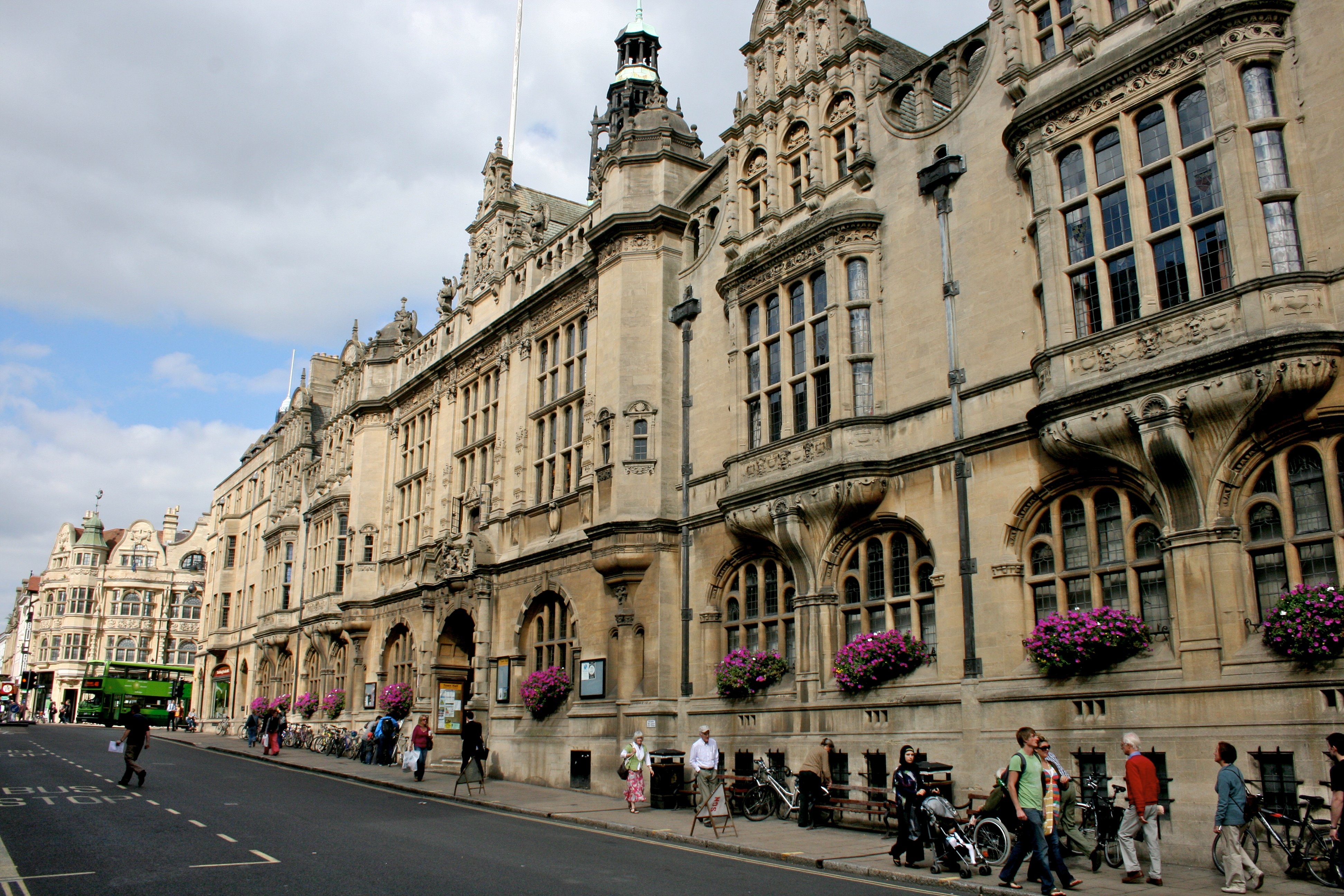
阿尔达特街东侧牛津市政厅

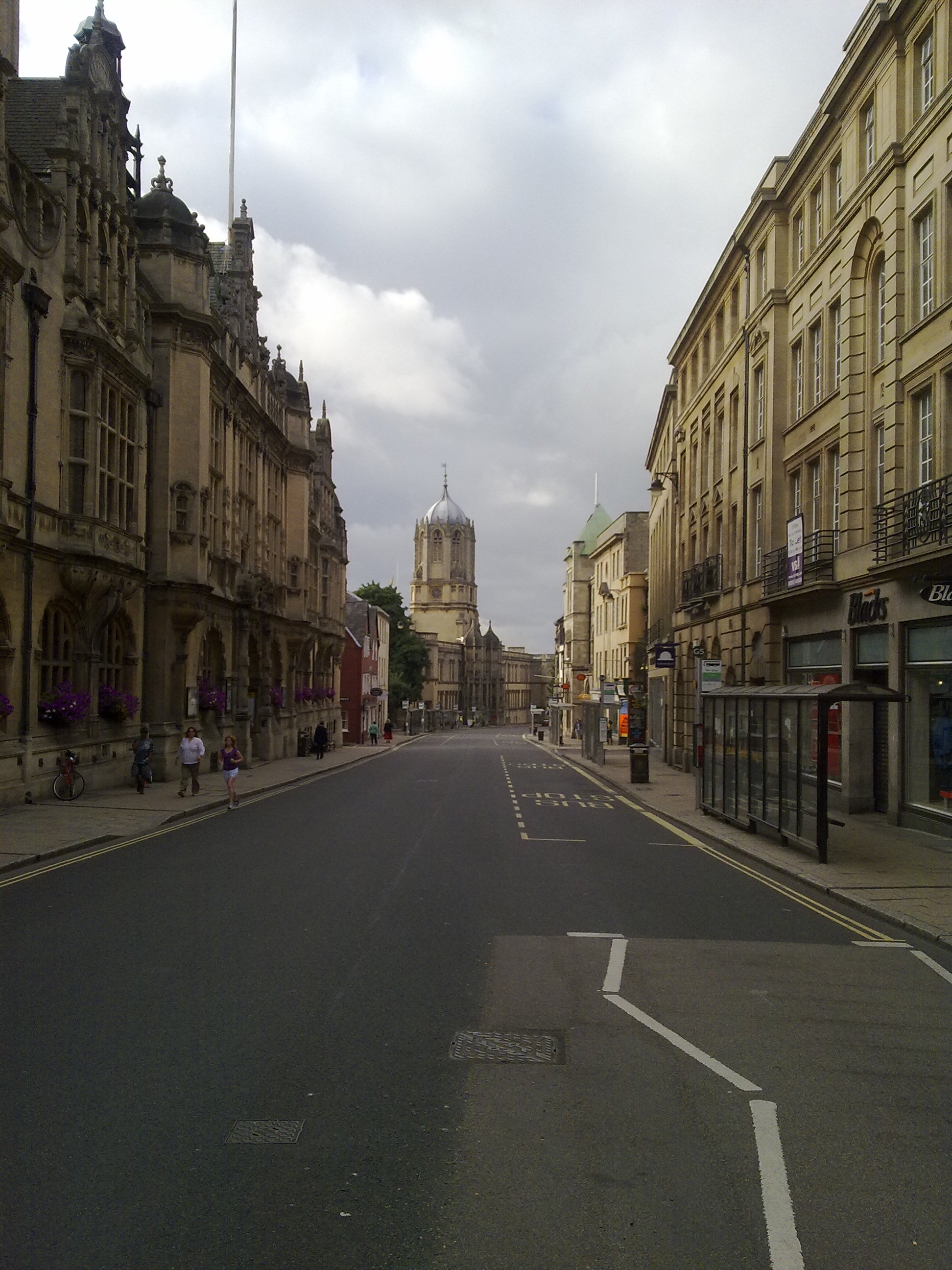
阿尔达特街, 汤姆塔

阿尔达特街（英語：St Aldate's）是英国牛津中心区的一条街道，得名于其西侧彭布罗克广场的圣阿尔达特教堂，一说其名称是旧门的误拼，指南城门。
阿尔达特街从牛津的中心卡尔法克斯向南延伸。牛津市政厅包括牛津博物馆，位于街道东侧。牛津大学基督堂学院及汤姆塔位于东侧，而彭布罗克学院位于西侧。

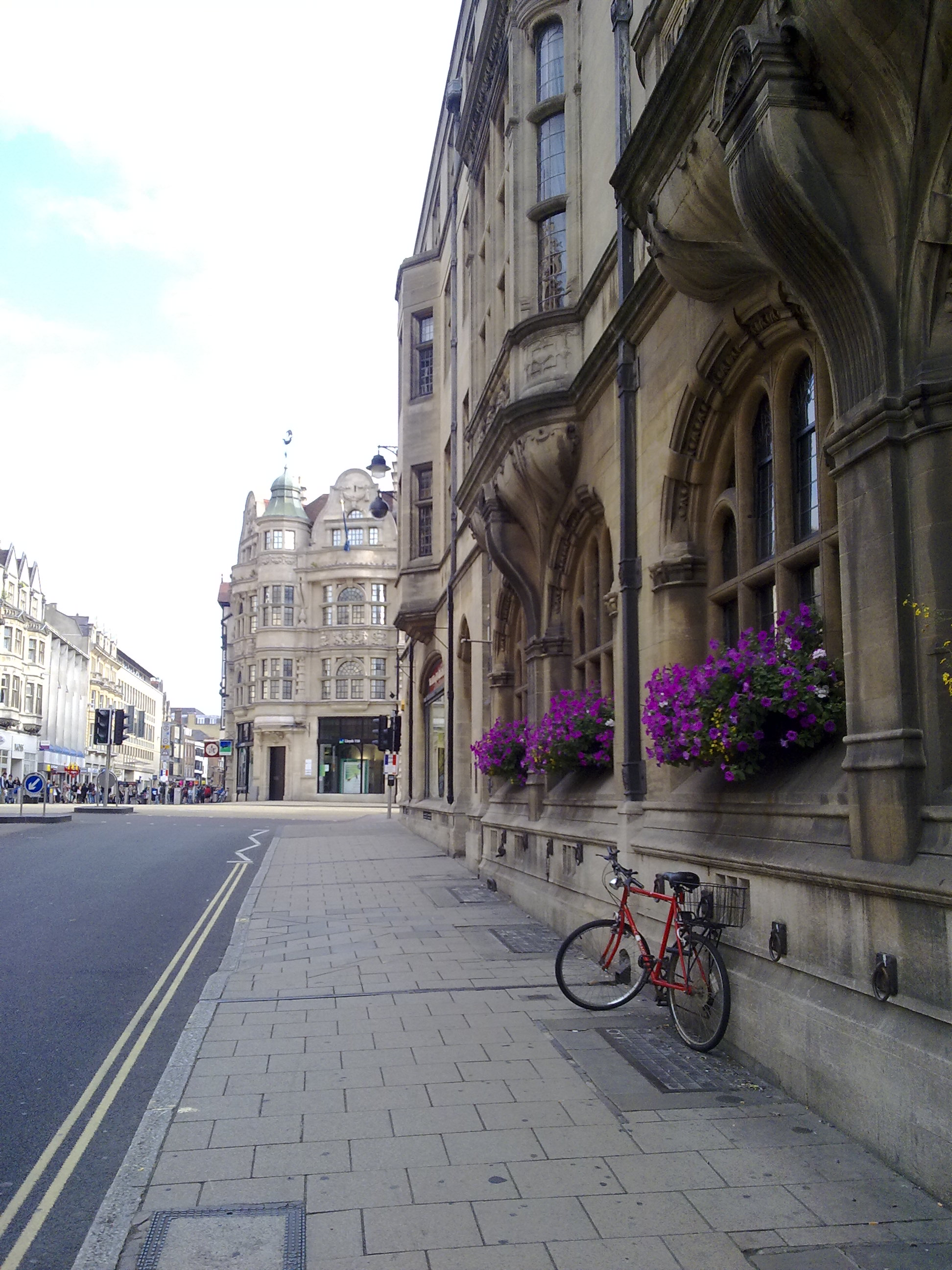
.
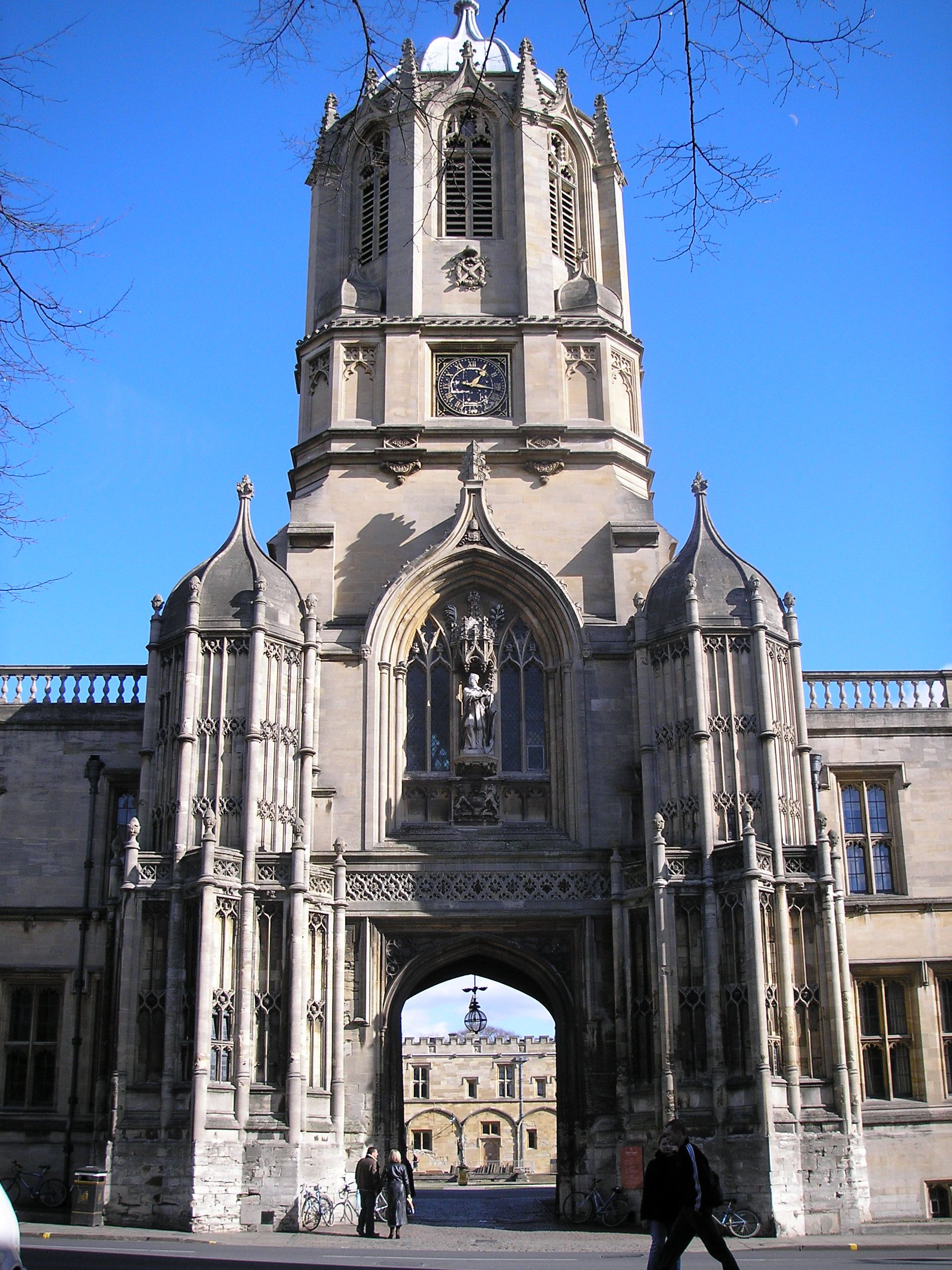
汤姆塔，牛津大学基督堂学院的正门
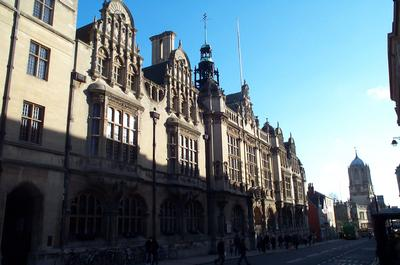
牛津市政厅
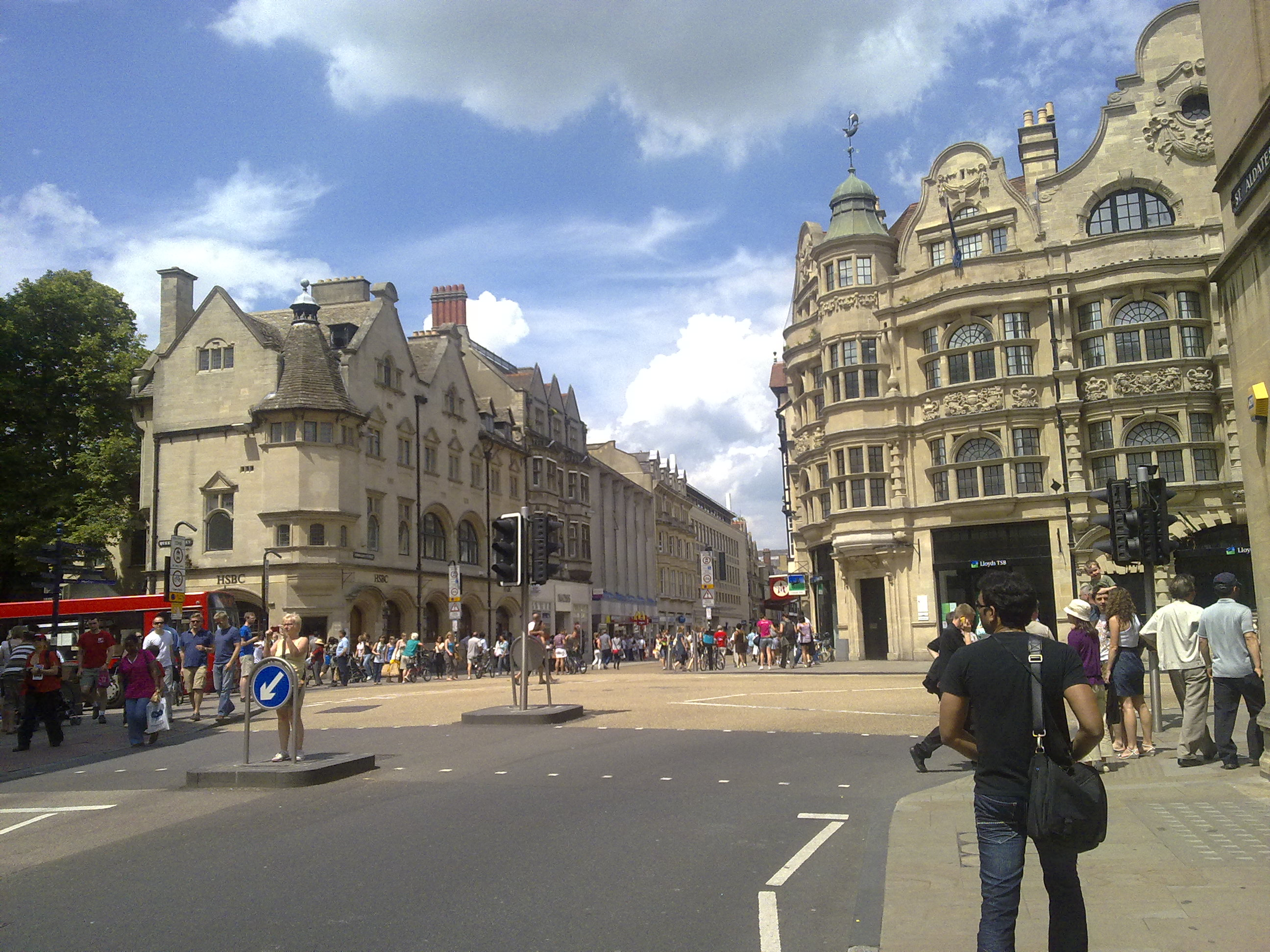
高街和谷物市场街